# Traslocando
Traslocando — седьмой студийный альбом итальянской певицы Лореданы Берте, выпущенный в 1982 году. Это последний её альбом для лейбла CGD, второй из серии «американских» альбомов и первый, спродюсированный Ивано Фоссати.

## Отзывы критиков
Василиос Карагианнис в своём ретроспективном обзоре для OndaRock пишет: «Лоредана Берте центрирует своё полное художественное развитие, находит квадратуру круга, выражающую себя во всей полноте самой изысканной поп-музыки, идеально созвучной международному сценарию. Записанная в Нью-Йорке работа не предаёт прошлое певицы, но совершенствует его во всех аспектах, возобновляет внимание к аранжировкам, возвращая к контексту, который годы спустя с большой остротой назовут софисти-попом».
В 2012 году журнал Rolling Stone поместил его на 24-ю строчку списка ста самых лучших итальянских альбомов.

## Список композиций
1. «Per i tuoi occhi» (Маурицио Пикколи) — 3:49
2. «Stare fuori» (Ивано Фоссати) — 5:09
3. «Madre metropoli (Les caves de l’amour)» (Даниэль Буисон, Жан-Поль Дрео, Марко Луберти) — 3:33
4. «I ragazzi di qui» (Ивано Фоссати, Стив Дэниелс, Виктор Джонс, Робин Корли) — 3:22
5. «Stella di carta» (Маурицио Пикколи) — 3:42
6. «Traslocando» (Ивано Фоссати) — 3:25
7. «Non sono una signora» (Ивано Фоссати) — 3:26
8. «Notte che verrà» (Миа Мартини, Гуидо Гульельминетти) — 3:35
9. «J’adore Venice» (Ивано Фоссати) — 4:04
10. «Una» (Ренато Дзеро, Маурицио Пикколи, Роберто Конрадо) — 4:30

## Участники записи
- Аранжировка — Ивано Фоссати (треки 1-10), Platinum Hook (1, 4-6, 8, 9)
- Аранжировка струнных — Гарри Уитакер
- Бас-гитара — Скипп Ингрэм
- Бэк-вокал — Айда Купер, Лоредана Берте, Миа Мартини, Platinum Hook
- Вокал — Лоредана Берте
- Запись — Гарри Спиридакис, Сэм Бараккетти, Энди Хоффман
- Запись, сведение — Майкл Х. Брауэр
- Клавишные — Бобби Дуглас
- Перкуссия — Джимми Маэлин
- Продюсер — Ивано Фоссати (1-10), Майкл Брауэр (2)
- Саксофон — Робин Корли
- Тромбон — Гленн Уоллес
- Труба — Кевин Джаспер
- Ударные — Стив Дэниелс
- Электрогитара — Виктор Джонс, Уэйн Хэмптон
- Электрогитара, акустическая гитара — Массимо Лука, Ивано Фоссати

## Чарты
| Чарт (1982—1983)           | Высшая позиция |
| -------------------------- | -------------- |
| Италия (Billboard)         | 9              |
| Италия (Musica e dischi)   | 7              |
| Чарт (2021)                | Высшая позиция |
| Италия (Classifica album)  | 55             |
| Италия (Classifica vinili) | 3              |